# Antizipation (Sport)
Antizipation (lateinisch anticipatio ‚Vorwegnahme‘) bezeichnet in der Sportwissenschaft die mentale Vorwegnahme eines künftigen Bewegungsablaufes.

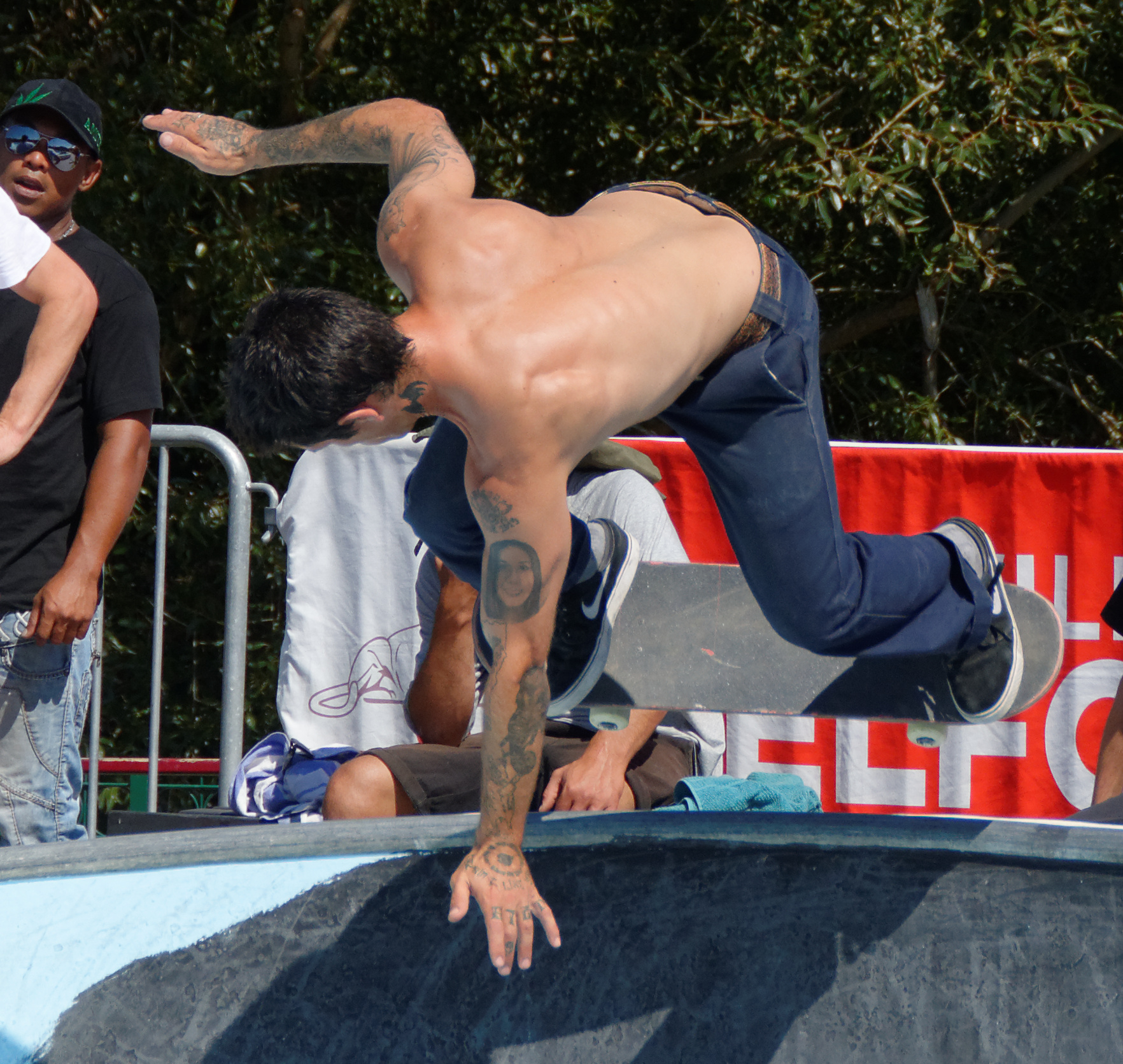
Ohne Antizipation wären manche Sportarten nicht möglich

Die vorausschauende mentale Vorwegnahme kann sich dabei sowohl auf einen Bewegungsablauf des antizipierenden Subjekts selbst beziehen – wie etwa ein Skifahrer sich auf das unmittelbar vor ihm liegende Gelände einstellt – als auch auf den Bewegungsablauf eines Anderen – beispielsweise im Kampfsport eine kommende Aktion des Gegners, die aus dessen aktueller Körperhaltung und der vermuteten Intention gedanklich extrapoliert wird.
In jedem dieser Fälle werden die gegenwärtigen Sinneseindrücke im Abgleich mit bestehenden Gedächtnisinhalten verwendet, um sich auf die unmittelbar bevorstehende Situation einzustellen und geeignete Aktionsmuster bereitzuhalten. Eine situationsangemessene Aktionsbereitschaft wird zu einem wesentlichen Teil von unbewussten Handlungsmustern getragen; dabei kann der Übergang von Re-/Aktionsmustern kontrolliert ausgeführter Abläufe zu konditionierten Reflexen fließend sein.
Besonders in schnellen Sportarten wie Tischtennis oder Nahkampfsport spielt die Antizipation eine bedeutende Rolle, auch wenn sie vom Sportler nicht bewusst wahrgenommen wird. Hohe Antizipationsleistungen werden beim Bobsport und dem Automobilrennsport erzielt, wobei deutlich wird, dass auf taktile und kinästhetische Reize rascher als auf akustische oder visuelle reagiert werden kann. Manche Bewegungsabläufe von Sportarten wären ohne Antizipation nicht möglich, etwa Skateboardtricks.
In Sportspielen wie Basketball, Handball oder Volleyball wird durch den Drill bestimmter Bewegungsabläufe und Spielzüge erreicht, dass ihre rasche Ausführung Gegenspieler überraschen kann, deren Antizipationsvermögen überfordert wird. Dies gilt insbesondere, wenn dabei täuschende Bewegungen im Sinne einer Finte ausgeführt werden, mit denen Gegenspieler, die infolgedessen einen anderen Ablauf als den beabsichtigten erwarten, ausgetrickst werden. Im Fußball wird Ähnliches in Standardsituationen trainiert.
Durch verschiedene Trainingsmethoden, insbesondere auch mentales Training, ist es möglich, Aktionsmuster abzuwandeln und das Repertoire um Varianten zu erweitern, die dem Sportler abrufbar bereitstehen. Auf diese Weise können die Reaktionszeit sowie Häufigkeit und Ausmaß von Fehlreaktionen vermindert werden und damit auch das Verletzungsrisiko.
Durch bildgebende Verfahren wie die Magnetresonanztomografie (MRT) konnte in der Neurophysiologie nachgewiesen werden, dass bei komplexen Bewegungsabläufen Sekunden vor ihrer eigentlichen Ausführung bereits ähnliche Aktivitätsmuster in manchen Gehirnregionen auftreten wie anschließend bei den tatsächlichen Bewegungen.